# Brendon Dedekind
Brendon Dedekind (Pietermaritzburg, 14 de febrero de 1976) es un deportista sudafricano que compitió en natación.
Ganó dos medallas de plata en el Campeonato Mundial de Natación en Piscina Corta de 2000, en las pruebas de 50 m libre y 50 m braza. Participó en dos Juegos Olímpicos de Verano, en los años 1996 y 2000, ocupando el quinto lugar en los 50 m libre.

## Palmarés internacional
| Campeonato Mundial en Piscina Corta | Campeonato Mundial en Piscina Corta | Campeonato Mundial en Piscina Corta | Campeonato Mundial en Piscina Corta |
| Año                                 | Lugar                               | Medalla                             | Prueba                              |
| ----------------------------------- | ----------------------------------- | ----------------------------------- | ----------------------------------- |
| 2000                                | Atenas (Grecia)                     | Medalla de plata                    | 50 m libre                          |
| 2000                                | Atenas (Grecia)                     | Medalla de plata                    | 50 m braza                          |